# Стирлинг, Линдси
Ли́ндси Сти́рлинг (англ. Lindsey Stirling, [ˈlɪnzi ˈstɜː(ɹ).lɪŋ]; род. 21 сентября 1986) — американская скрипачка, танцовщица, сценическая артистка и композитор. В своих выступлениях совмещает игру на скрипке с хореографией как на сцене, так и в музыкальных клипах, которые размещаются на её канале на YouTube.
Стирлинг работает в разнообразных музыкальных жанрах, от классической до популярной музыки и от рока до EDM. Кроме оригинальных работ её дискография включает кавер-версии песен других музыкантов и различных саундтреков. Её клип «Crystallize» стал 8-м видео по количеству просмотров в 2012 году, а её совместный с Pentatonix кавер на «Radioactive» выиграл в номинации «Ответ года» на первой церемонии YouTube Music Awards в 2013 году.
В 2015 году Стирлинг была включена журналом Forbes в список «30 до 30» в категории «Музыка». Forbes отмечает её позицию четвертьфиналистки в пятом сезоне America’s Got Talent в 2010, вторую позицию в Billboard 200 её альбома Shatter Me (2014), а также 14,1 млн подписчиков на YouTube.
Одноимённый дебютный альбом Стирлинг достиг коммерческого успеха в Европе: в Германии было продано 200 000 копий, что было отмечено платиновым сертификатом; ещё три сертификата было получено в Австрии, Швейцарии и Польше. Дебютный альбом был выдвинут на Billboard Music Awards 2014 в номинации Top Dance/Electronic Albums. Второй альбом Стирлинг Shatter Me выиграл Billboard Music Awards 2015 в номинации Top Dance/Electronic Album.

## Биография

### Жизнь и карьера
Линдси Стирлинг родилась в городе Санта-Ане, округ Ориндж, Калифорния и выросла в городе Гилберт, Аризона, где окончила среднюю школу «Mesquite», после чего переехала в Прово, Юта и начала обучение в Университете им. Бригама Янга. Во время обучения проводила в Нью-Йорке миссионерскую деятельность Церкви Иисуса Христа Святых последних дней. В 2009 году вернулась в Прово, чтобы продолжить учёбу, где и проживала до 2012 года, после чего переехала вместе с семьёй обратно в Аризону. В данный момент проживает в Лос-Анджелесе, Калифорния.
В возрасте 5 лет, впечатлённая концертами городского симфонического оркестра, на которые её отец водил семью, она захотела учиться игре на скрипке. Несмотря на нестабильное материальное положение семьи в то время, Стирлинг начала занятия в 6 лет.
Линдси посещала частные и оркестровые уроки в течение 12 лет. Когда ей было 16, она присоединилась к рок-группе «Stomp on Melvin». Используя свой опыт в группе, Стирлинг написала сольную рок-композицию для скрипки, которая помогла ей выиграть звание Младшей Мисс Аризоны-2005 и соревнование талантов National Jr. Miss Pageant. Также Стирлинг около года была участником группы «Charley Jenkins».
24 января 2017 года отец Линдси, религиозный учитель и писатель Стивен Джей Стирлинг, скончался от рака.

### С 2010 по настоящее время
В 2010 Стирлинг участвовала в America’s Got Talent, завоевав признание зрителей, однако попытка улучшить танец в своём выступлении в четвертьфинале была признана судьями неудачной. Несмотря на то, что жюри не отрицали её таланта, был отмечен недостаточный уровень навыка. После этого Стирлинг начала карьеру сольного артиста и выпустила миниальбом в 2010 году.
В 2011, вскоре после выступления в America’s Got Talent, с ней связался кинематографист Дэвин Грэхем (DevinSuperTramp), надеясь вместе сделать видео для публикации на YouTube, в результате чего было принято решение снять видео к песне «Spontaneous Me», которое было снято к маю 2011. Видео, опубликованное на канале LindseyStomp, названном в честь первой группы Стирлинг, подняло её популярность, и она стала чаще делать клипы, большинство которых было снято Дэвином Грэхемом. За 2011 год быстро выросла популярность канала, и на октябрь 2014 он имел уже более 760 млн просмотров и более 5 млн подписчиков (12,5 млн подписчиков и чуть менее 3 млрд просмотров по состоянию на июнь 2020). В сентябре 2012 Стирлинг открыла новый канал на YouTube, LindseyTime, на котором и поныне выкладывает видео, связанное с её жизнью, закадровое видео со съёмок клипов, а также ведёт видеоблог.
В своих композициях Стирлинг экспериментирует с разными жанрами, смешивая, например, скрипку, дабстеп и хип-хоп. Она сотрудничала со многими музыкантами и вокалистами, в том числе с Шоном Берроузом («Don’t Carry It All» — The Decemberists), Джейком Брюном и Френком Сакрамоне («Party Rock Anthem» — LMFAO), Теем Зондеем («Mama Economy»), Питером Холленсом («Skyrim», «Game of Thrones», «Star Wars Medley»), Алишей Попат («We Found Love»), Джоном Оллредом («Tomb»), Айми Проал (ориг. Aimée Proal) («A Thousand Years»), Меган Николь («Starships»), The Piano Guys («Mission Impossible»), Дебби Йохансон («River Flows In You»), Сэмьюэлом Шуи («Heads Up»), Тайлером Уордом («Thrift Shop», «Some kind of beautiful»), Куртом Гуго Шнайдером («Pokemón Dubstep Remix» и «A Thousand Years»), John Legend («All of Me») и Pentatonix («Radioactive»). Она также сотрудничала с оркестром Salt Lake Pops, а также с Алексом Боуи.
18 сентября 2012 вышел дебютный альбом Стирлинг, и в том же месяце начался первый Североамериканский концертный тур, который закончился 26 ноября. После этого Стирлинг объявила о втором туре по США, а также о «пробном туре» по Европе. Концертный тур, в ходе которого Стирлинг выступила в 55 городах в США, Канаде и Европе, начался в январе 2013 и закончился 5 апреля. Третий тур начался с концерта в Москве, Россия 22 мая и закончился 29 июня в Норрчёпинге, Швеция. За время тура были проведены концерты в 26 городах.
В декабре 2012 года YouTube объявил композицию «Crystallize» восьмым по популярности видео, с более чем 42 млн просмотров (сейчас более чем 258 млн просмотров).
В 2013 году Стирлинг приняла участие в кампании «I’m a Mormon», проводимой Церковью Иисуса Христа Святых последних дней, где говорила о том, как её вера помогла ей в борьбе с анорексией.
В июле 2013 было объявлено о проведении концертного тура по Азии, Австралии и России.
В ноябре 2013 года получила премию YouTube Music Awards в номинации «Отклик года» за видео «Radioactive», записанное совместно с группой Pentatonix.
Также Стирлинг появлялась в нескольких итоговых чартах «Billboard» за 2013 год, в частности, под третьим номером в «Classical Album Artists», альбом «Lindsey Stirling» занял вторую позицию в «Classical Albums» и третью в «Dance/Electronic Albums».
В начале 2014 года альбом «Lindsey Stirling» получил статус золотого в Польше, и платинового в Германии, а позже и в Австрии.
Второй альбом «Shatter Me» вышел в продажу 29 апреля 2014 года.
В мае 2014 года её второй студийный альбом «Shatter Me» достиг позиции #2 в списке наиболее популярных музыкальных альбомов Billboard 200.
13 мая 2014 года Стирлинг выступала в Сан-Диего, это было первое шоу из её второго мирового тура, который содержал в целом 77 выступлений: 48 в Северной Америке и 29 в Европе. Этот тур начался в поддержку её нового альбома Shatter Me, в котором также участвовали Джейсон Гавиати, Дрю Стин (который также был частью её первого тура) и два новых танцора: Стивен Джонс and Птер Стайлз, а также хореограф Анзе Скрубе.
2 июля 2014 года американский журнал Billboard объявил второй студийный альбом Линдси «Shatter Me» третьим по продажам в жанре танцевальной/электронной музыки в первой половине года (119 000 копий), сразу за альбомом Daft Punk «Random Access Memories» и альбомом Lady Gaga «Artpop». В том же чарте дебютный студийный альбом Стирлинг занял 6 место (108 000 копий).
27 июля 2014 хитовый сингл Линдси Стирлинг «Crystallize» достиг отметки 100 млн просмотров на YouTube. Шесть дней спустя, 2 августа 2014, она сообщила на своей странице в Твиттере о том, что её впервые номинировали на Выбор молодёжи 2014 .
6 августа 2014, спустя 4 года после первого выступления, Линдси Стирлинг вернулась на шоу «America's Got Talent», чтобы исполнить вместе с Lzzy Hale их общий сингл «Shatter Me».
В августе 2014 стало известно, что Линдси будет сотрудничать с несколькими музыкантами. О том, что первой будет группа Pentatonix, с которой Стирлинг уже сотрудничала при создании Radioactive, было объявлено 13 августа 2014. Сообщалось, что Стирлинг будет сотрудничать с Pentatonix в рамках написания французской песни Papaoutai для их третьего студийного альбома PTX, Vol. III. 9 дней спустя, 22 августа 2014, было объявлено, что Линдси будет также сотрудничать с певицей Jessie J для её будущего альбома Sweet Talker.
28 июня 2016 Линдси Стирлинг анонсировала свой новый студийный альбом Brave Enough, который будет выпущен 19 августа 2016. Немногим позже она загрузила новый сингл «The Arena» на свой канал на YouTube.
На сегодняшний день её канал на YouTube достиг отметки в более чем 10 млн подписчиков и более 2 млрд просмотров видеоклипов.

### Танцы
Ещё с детства Линдси увлекалась танцами, но она хотела одновременно учиться и танцам, и скрипке. Как она потом скажет в интервью с «NewMediaRockstars»: «Даже когда я была ребёнком, я всегда мечтала, что буду танцевать, но мои родители сказали: „Ты можешь выбрать либо скрипку, либо танцы. Но не всё сразу“, и я выбрала скрипку. Так что это своего рода исполнение желания — это смешно, но это то, чем я всегда хотела заниматься».
Помимо исполнения смеси хип-хопа с классической музыкой на скрипке, Линдси впечатлила судей America's Got Talent одновременным сочетанием танцев и игры на скрипке — тем, что она показывает в турах и в своих видеоклипах. В онлайн-чате Стирлинг объяснила: «Это очень неестественно: танцевать, играя на скрипке. Мне пришлось усердно тренироваться, чтобы научиться этому, и сейчас это выходит само собой. Я должна отлично знать песню, прежде чем начать двигаться. Как только я понимаю, что знаю музыку действительно хорошо, я могу получать удовольствие от танца». Танцы оказывают большое влияние не только на выступления, но и на музыку: «Я люблю танцевальную музыку, именно поэтому я начала с неё и написала „Transcendence“, „Electric daisy“ и „Spontaneous me“».
В октябре 2013 Стирлинг объявила о своём участии в третьем сезоне Dance Showdown, вебсерии танцевальных конкурсов, созданной DanceOn, где победитель получает $50 000. Стирлинг оказалась в первой тройке финалистов, но не выиграла главный приз, несмотря на то, что получила хорошие отзывы критиков о своих трёх выступлениях с партнёром Анзе Скрубе. Один из трёх судей, Лориэнн Гибсон, назвала второе выступление Линдси «одним из лучших» в Dance Showdown, а последнее — лучшим, что она когда-либо видела.

## Дискография

### Студийные альбомы
- 2012 — «Lindsey Stirling»
- 2014 — «Shatter Me»
- 2016 — «Brave Enough»
- 2017 — «Warmer In The Winter»
- 2019 — «Artemis»
- 2022 — «Snow Waltz[46]»
- 2024 — «Duality[47]»

### Синглыимини-альбомы

#### Мини-альбомы
- 2010 — Lindsey Stomp (мини-альбом)

1. «Transcendence»
2. «Song of the Caged Bird»
3. «Spontaneous Me»

#### Синглы
- 2011 — «Spontaneous Me»
- 2011 — «Don’t Carry it All» (совместно с Shaun Canon)
- 2011 — «Transcendence»
- 2011 — «Party Rock Anthem» (совместно с Jake Bruene)
- 2011 — «On the Floor»
- 2011 — «River Flows in You» (совместно с Debbi Johansen)
- 2011 — «By No Means» (совместно с Eppic)
- 2011 — «Electric Daisy Violin»
- 2011 — «Zelda Medley»
- 2011 — «Silent Night»
- 2011 — «Celtic Carol»
- 2011 — «Shadows»
- 2012 — «The Lord of The Rings Medley»
- 2012 — «Crystallize»
- 2012 — «Skyrim (Main Theme)» (совместно с Peter Hollens)
- 2012 — «We Found Love»
- 2012 — «A Thousand Years» (совместно с Kurt Schneider и Aimee Proal)
- 2012 — «Starships» (совместно Megan Nicole)
- 2012 — «Grenade» (совместно Alex Boye' & the Salt Lake Pops)
- 2012 — «Phantom of the Opera Medley»
- 2012 — «Come With Us» (совместно с Can’t Stop Won’t Stop)
- 2012 — «Game of Thrones Main Title» (совместно с Peter Hollens)
- 2012 — «Elements»
- 2012 — «Moon Trance»
- 2012 — «Assassin’s Creed III Theme»
- 2012 — «Song of the Caged Bird»
- 2012 — «Good Feeling Violin Remix»
- 2012 — «What Child is This»
- 2013 — «1 Original, ONE Cover» (совместно с Tyler Ward)

1. «Some Kind of Beautiful»
2. «Thrift Shop»

- 2013 — «Living Room Sessions» (совместно с Tyler Ward и Chester See)

1. «Daylight»
2. «I Knew You Were Trouble»

- 2013 — «Mission Impossible» (совместно с The Piano Guys)
- 2013 — «Radioactive» (совместно с Pentatonix)
- 2013 — «Halo Theme» (совместно с William Joseph)
- 2013 — «My Immortal»
- 2013 — «Star Wars Medley» (совместно с Peter Hollens)
- 2013 — «Pokemon Theme»
- 2014 — «Beyond The Veil»
- 2014 — «Shatter Me» (совместно с Lzzy Hale)
- 2014 — «Child of Light»
- 2014 — «Master of Tides»
- 2014 — «Papaoutai» (совместно с Pentatonix)
- 2015 — «Bright» (совместно с Echosmith)
- 2019 — «Underground»
- 2019 — «The Upside»
- 2019 — «The Upside» (совместно с Elle King)
- 2019 — «Artemis»